# Амшен

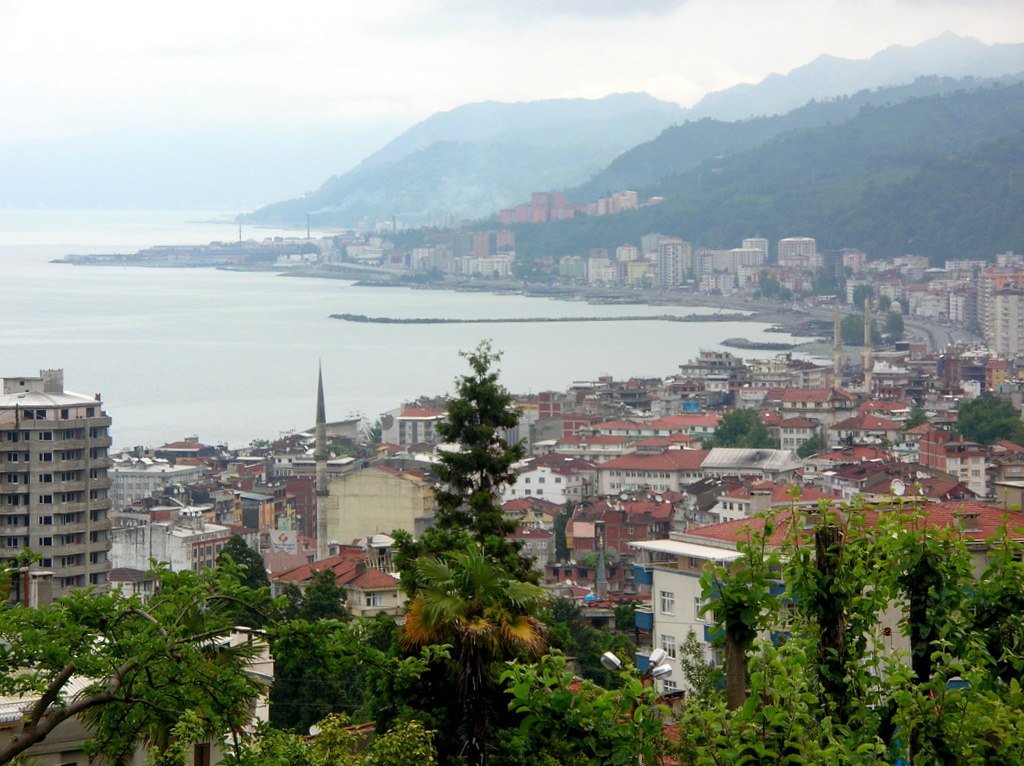
Город Ризе

Амшен (арм. Համշեն) — прибрежная часть Малой Армении, включает в себя две области: Армениак (Джаник) и Халдия (Орду, Трабзон).

## История
- XVI—XIII века до н. э. — в составе государства Хайаса.
- IX—IV века до н. э. — греческая колонизация.
- IV—I века до н. э. — в составе Малой Армении, вассальной от Понтийского царства.
- I—V века — в составе Малой Армении, под властью Римской Империи.
- V—XIII века — в составе Армениакона, под властью Византии.
- XIII—XV века — автономное княжество в составе Трапезундской империи.
- XV — нач. XX века — под властью Османской империи.
- 1894—96 годы — армянские погромы.
- 1915—17 годы — геноцид армян
- 1920 год — включение Амшена в состав республики Армения согласно Севрскому договору
- 1923 год — согласно Лозанскому договору, Амшен входит в состав Турецкой республики.

## Природа
Амшен — область на северо-востоке современной Турции, в пределах северных склонов Восточно-Понтийских гор, обращённых к Чёрному морю. Высота до 3931 м (г. Качкар). Климат субтропический с осадками 2-3 тыс. мм в год. В прибрежной полосе культивируются табак, виноградники, кукуруза, фундук, цитрусовые. Широколиственные леса дуба, клёна, бука, граба с густым вечнозелёным подлеском распространены у подножий гор; на высоте 400—1250 м — буково-еловые леса; на высоте 1250—1900 м — еловые леса с примесью пихты; выше — криволесье и горные луга.

## Культура
Амшенцы известны как рассказчики забавных анекдотов, загадок и историй. Некоторые из анекдотов, рассказываемых амшенцами-мусульманами, основаны на более древних армянских рассказах, претерпевших «дехристианизацию».
Свои танцы амшенцы сопровождают самобытной музыкой, используя тулум (понтийскую волынку, Западная группа), давул, кеменче (народную понтийскую лиру), шимшир-кавал (самшитовую флейту, Восточная группа) и hамшна-зурну (амшенскую зурну, Северная группа).
Традиционными занятиями амшенцев являются выращивание чая и кукурузы, животноводство и пчеловодство. Амшенцы также занимаются выращиванием цитрусовых, табака, разведением тутового шелкопряда, рыбной ловлей. Некоторые из амшенцев известны в местах проживания как видные кондитеры, держатели ресторанов и транспортники. Амшенцы являются отменными оружейниками.

## Архитектура
В 1912 году в Амшене действовало 109 армянских церквей и монастырей, а также имелось 118 сёл амшенцев-христиан и около 50 сёл амшенцев-мусульман. В Амшене находилась резиденция армянского архиепископа и армяно-униатского епископа. После геноцида армян все армянские церкви и монастыри были уничтожены, либо переделаны в мечети, а сёла амшенцев-христиан были заселены турками-мусульманами.